# Bill Nolan
Bill Nolan foi um animador estado-unidense e escritor de livros relacionados à  banda desenhada. Foi um dos mais famosos animadores do período do cinema mudo e do início do sonoro.